# Liška (Hřebeny)
Liška (642 m n. m.) je kopec v jihozápadní části brdských Hřebenů, 6 km od Dobříše a 18 km od Příbrami. Je druhým nejvyšším vrcholem okrsku Studenská vrchovina, po Studeném vrchu (660 m n. m.).

## Přístup
Liška je přístupná po červeně značené Hřebenové cestě, která se táhne přes celé Hřebeny od Zbraslavi až do Jinců a kterou v těchto místech kopíruje i cyklotrasa 8129 a naučná stezka Dobří(š) v poznání. Vrchol Lišky se nachází 100 metrů severozápadně od této cesty, ve vzrostlém lese. Nejkratší výstup lze uskutečnit z vesnice Malý Chlumec, po zelené značce na rozcestí Jelení palouky a dál po červené až k vrcholu. Celá cesta má 3 km s převýšením 175 metrů.

## Přírodní rezervace Hradec

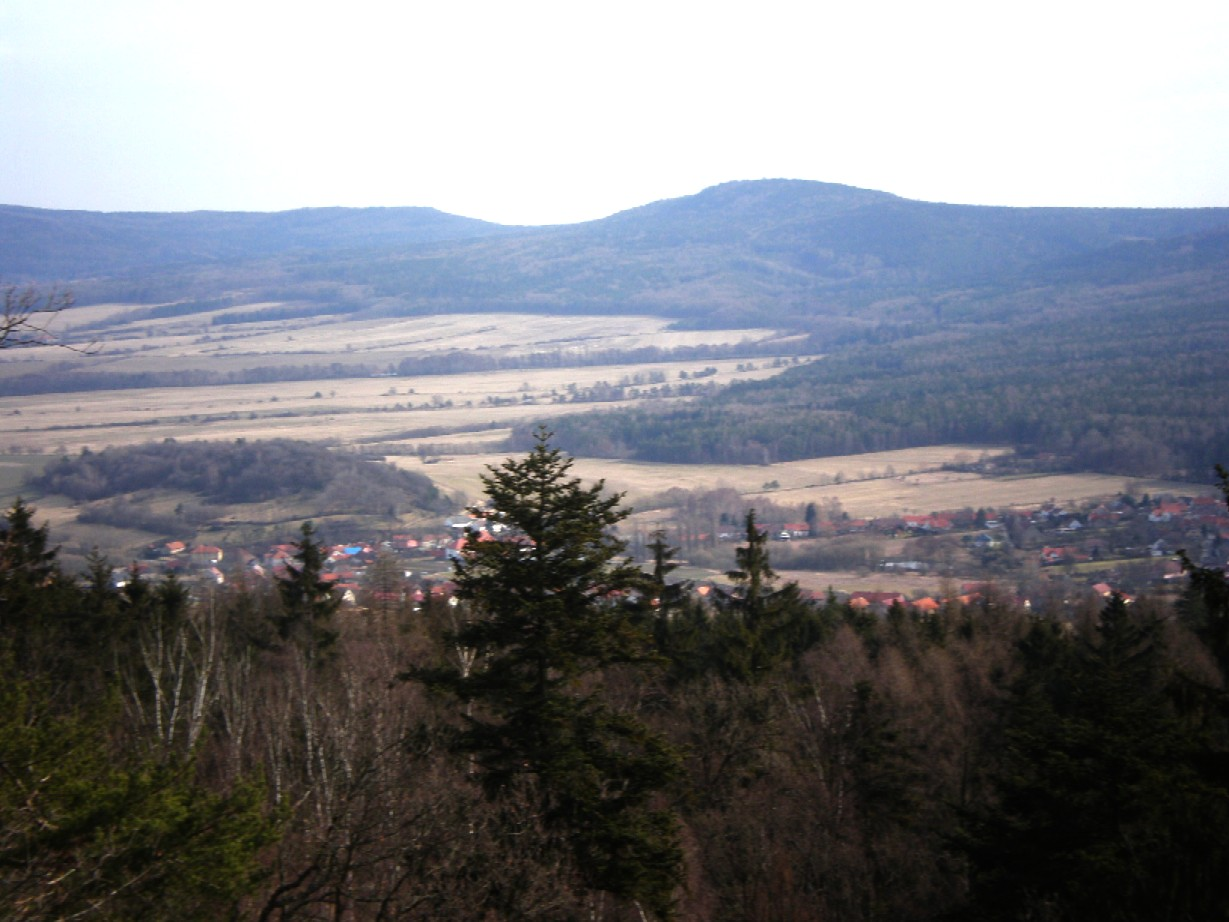
zprava: Studený, Hradec a Liška

Přírodní rezervace Hradec se rozkládá na strmých východních a jižních svazích Lišky, od rozcestí Stožec až po vrchol Hradec (642 m n. m.), kterým je zakončena jižní rozsocha Lišky. Byla vyhlášena v roce 1989 a její území je chráněno z důvodu zachování původních bukových a dubových porostů.